# بروئل-له-مونت
بروئل-له-مونت (به فرانسوی: Bréville-les-Monts) یک کمون در فرانسه است که در کالوادوس واقع شده‌است. بروئل-له-مونت ۴٫۷۵ کیلومتر مربع مساحت دارد ۶۵ متر بالاتر از سطح دریا واقع شده‌است.